# Hélio Oiticica
Hélio Oiticica (Rio de Janeiro, 1937 - 1980) fou un artista brasiler, pintor, escultor i performer, desenvolupà un important treball d'instal·lació. Membre destacat de l'avantguarda brasilera dels anys seixanta i setanta fou un dels promotors destacats del moviment tropicalista. Oiticica creia que l'art havia de tenir un paper essencial en la transformació cultural, a través de la qual s'aconseguiria un canvi social.

## Orígens
El seu pare entomòleg era també fotògraf i pintor. El seu avi José Oiticica, filòleg i conegut activista anarquista. Estudià amb el pintor Ivan Serpa. Fundà amb Lygia Clark, Amilcar de Castro i Lygia Pape el moviment neoconcretista que fou actiu entre 1959 i 1961. Hélio Oiticica visqué a Londres i a Nova York i morí havent tornat a Rio de Janeiro.

## Obres primerenques

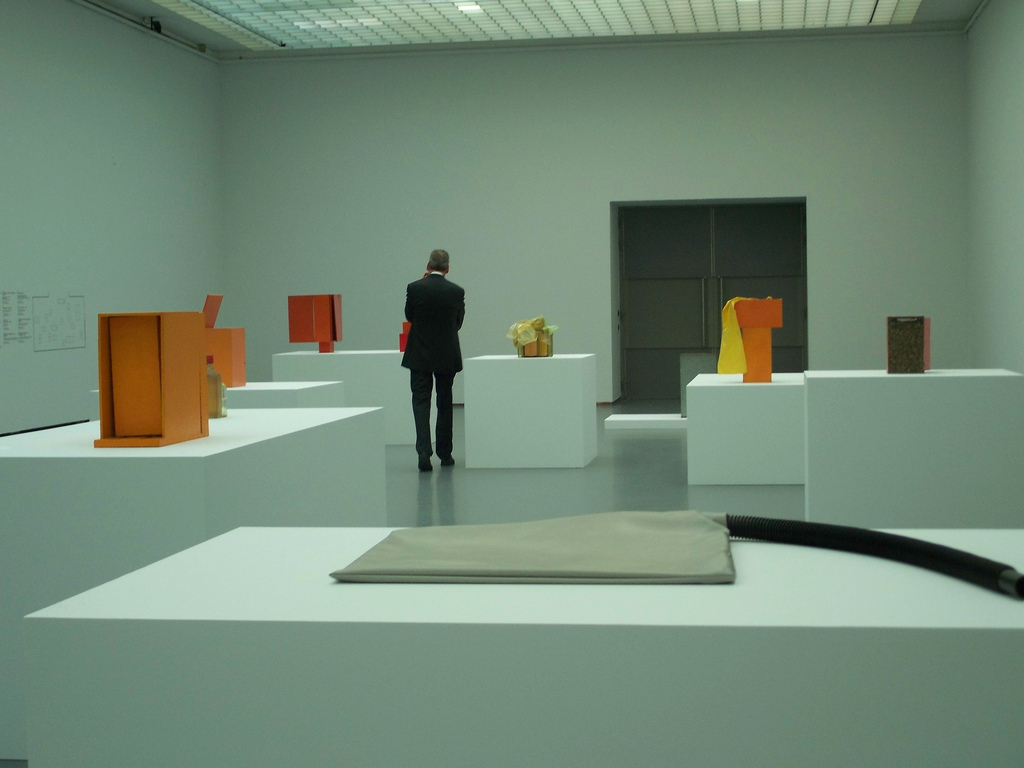
Hélio Oiticica. Exposició de Bólides.

Influït pel constructivisme, el suprematisme i l'art concret suís, Oiticica orienta els seus primers treballs amb la pintura vers una experimentació amb el color, que l'acompanya al llarg de tota la seva producció. En les seves primeres obres incorpora colors primaris als quals dota de petits matisos, treballa els colors calents grocs i taronges i posteriorment en superfícies de fustes penjades que multiplicant-se en nombre i mides, formen conjunts que afirmen una apropiació de l'espai tridimensional.

## Obres dels 60, 70 i reconeixement
Durant els anys 60 crea les obres anomenades bólides (bòlids) i les instal·lacions que porten per nom penetráveis (penetrables), un dels quals anomenat tropicália donà nom al moviment tropicalista abans esmentat i del que formaren part els músics Caetano Veloso, Gilberto Gil i Gal Costa i el cineasta Glauber Rocha, en plena dictadura. Els penetráveis conviden l'espectador a recórrer petites construccions, sovint descalç, on trobarà textures diverses, color, so, apostant per un art que conjuga geometria i sensualitat. Una altra sèrie de treballs són els parangolés, peces de roba, plàstic i materials diversos, escultures portables que incideixen en la relació amb el cos, integrant la dansa, el canvi, el moviment. Oiticica fou expulsat d'una exposició al Museu d'Art Modern de Rio el 1965 per haver convidat els membres de l'escola de Samba de Mangueira (una favela de Rio força coneguda) a portar els parangolés. Un altre aspecte del seu treball són les sales de projecció quasi cinemas, de la que destaca la pol·lèmica instal·lació Cosmococa on es projecten portades de revistes amb personatges cèlebres (Marylin, Buñuel, Jimmy Hendrix) redibuixats amb cocaïna.
El seu reconeixement ha estat molt tardà, i ha estat només en els darrers anys que la Fundació Tàpies de Barcelona, la Documenta X, el Jeu de Paume a París i la Tate a Londres li varen dedicar importants mostres antològiques. El 2009 un incendi destruí part de l'obra d'Oiticica que es trobava emmagatzemada provisionalment a casa del seu germà a Rio de Janeiro.